# Alingsås Allehanda
Alingsås Allehanda var en dagstidning som gavs ut från 20 mars 1935 till 28 november 1936. Tidningens fullständiga titel var Alingsås Allehanda / Nyhets- och annonsorgan för Alingsås stad med omnejd. Ett provnummer kom ut 4 mars 1935.

## Redaktion
Redaktionsort var Alingsås och till 15 juli 1936 var Bruno Edberg redaktör. Under tiden 18 juli till 28 november 1936 saknas uppgift om redaktör. Politiskt var tidningen moderat. Ansvarig utgivare utgivaren hette Karin Ingegerd Eklund. Tidningen kom ut 2 dagar i veckan onsdag och lördag.

## Tryckning
Tryckeri var Trollhättans nya tryckeriaktiebolag hela tiden. Tidningen trycktes bara i svart med typsnittet antikva. Tidningen hade 4 -8 sidor. Satsytan var 51x36 cm utom från 23 oktober 1935 till 11 december 1935 då den var 60x42 cm. Pris var för 1935 5 kronor och året efter 4 kronor.